# Sphecodes okuyetsu
Sphecodes okuyetsu là một loài Hymenoptera trong họ Halictidae. Loài này được Tsuneki mô tả khoa học năm 1983.